# Кафірефс
Кафірефс (грец. Καφηρέας) — протока між островами Евбея і Андрос в Греції. Назва Кафірефс має давньогрецькі корені.
Протока належить до басейну Егейського моря. У найвужчому місці ширина протоки становить 11 км, її протяжність близько 30 км. Протока характеризується сильною течією, спрямованою з півночі на південь, у напрямку переміщення водних мас Чорного і Мармурового морів в Середземне.
| Хвиля | Це незавершена стаття з океанології. Ви можете допомогти проєкту, виправивши або дописавши її. |